# Sikorsky MH-60R Seahawk
Sikorsky MH-60R Seahawk fra Sikorsky og Lockheed Martin er en fleksibel multimissions helikopter baseret på den velkendte amerikanske UH-60 Black Hawk og er et medlem af Sikorskys S-70 familie (udviklet i 1970-erne). MH-60R Seahawk har været operativ siden 2006 og er nu den bærende enhed i den amerikanske flådes helikopterplan for det 21. århundrede.

## Funktion
Seahawk-helikopteren kan operere fra landjorden, men er udviklet til udstationering om bord på helikopterbærende krigsskibe, eksempelvis Absalon-klassen. Herfra kan MH-60R indsættes til søs eller i kystnære områder og udfylde en lang række missioner:
- Mod overfladeenheder (Anti-Surface Warfare (ASuW))
- Specialstyrkeoperationer (Naval Special Warfare (NSW))

- Kommando og kontrol (Command, Control, Communications, Computers, and Intelligence (C4I))
- Artilleriobservation (Naval Surface Fire Support (NSFS))
- Eftersøgning og redning (Search And rescue (SAR))
- Eftersøgning og redning i kampzoner (Combat Search And Rescue (C-SAR))
- Personel- og troppetransport
- Forsyning af skibe til søs (VERTical REPlenishment (VERTREP))
- Sygetransport (MEDical EVACuation (MEDEVAC))
- Kommunikationsplatform (Relay)

Dertil kommer der mulig brug af sonarsystemerne der gør MH-60R effektiv til antiubådskrigsførelse (AntiSubmarine Warfare (ASW)) og som minerydder (Airborne Mine CounterMeasures (AMCM)). 

## Udvikling
Den amerikanske flåde har udstukket en kurs mod reduktion i antallet af forskellige operative helikoptermodeller og vil fremover erstatte de nuværende otte modeller med to: Sikorsky MH-60R (Romeo; NATO's fonetiske alfabet for 'R') og MH-60S (Sierra).
US Navy begyndte derfor udviklingen af MH-60R modellen i 1993 med udgangspunkt i årtiers operativ brug af helikoptere. Oprindeligt begyndte programmet som en ombygning fra eksisterende SH-60B og SH-60F helikoptere til MH-60R. En tidlig testversion af MH-60R havde derfor sin første flyvetur i 2001. Samme år blev projektet også restruktureret fra ombygninger til  et program for anskaffelse af nybyggede helikoptre.
Sikorsky udviklede flyvestellet som den seneste udgave af den gennemprøvede Seahawk-familie, mens Lockheed Martin er primær systemleverandør til MH-60R programmet med ansvar for hele integrationsindsatsen.
Forbedringerne på MH-60R inkluderer bl.a. et nyt såkaldt glascockpit, opgradering af mission- og flight display, Advanced Flight Control Computer (AFCC) og integreret selvforsvar. Sensorerne er blevet opgraderet inklusive: Electronic Support Measures (ESM), Airborne Low Frequency Sonar (ALFS), Forward Looking Infrared (FLIR). Våbensuiten inkluderer torpedoer og Hellfire-missiler. Dertil kommer en række forbedringer fokuseret på reduktion af omkostninger til logistik og levetidsomkostninger.  
Fremover har den amerikanske flåde et opgraderingsprogram med nye tilføjelser og justeringer i ydeevnen således, at MH-60R Seahawk kan forblive en teknologisk relevant platform over sin levetid.

## Første deployering
US Navys eskadrille HSM-41 modtog i december 2005 den nye Seahawk. Romeo-modellen gennemgik succesfuldt de endelige tests før ibrugtagning i flåden i 2007. Eskadrille HSM-71 ("Raptors") blev i august 2008 udstyret med de første elleve kampklare helikoptere.
Juli 2009 markerede begyndelsen for udsendelser af Sikorsky MH-60R om bord på hangarskibe. Den første store deployering skete tilknyttet til hangarskibet USS John C. Stennis (CVN-74). Henover de seks måneder som udsendelsen varede, fløj HSM-71's "Raptors" over 2.700 timer fordelt på de 11 helikoptere. "Raptors" gennemførte over 1.500 flyveture med en tilgængelighed på 95 %. Resultatet af den første deployering medførte en nominering i forsvarskategorien af Aviation Weeks Laureate Pris 2010 .

## Interessen fra Danmark
Igennem en årrække har Forsvarets Materieltjeneste (FMT) vurderet Sikorsky MH-60R som én blandt flere mulige kandidater til [Flyvevåbnets]s fremtidige skibsbaserede helikopter. I forsvarsforliget 2010-14 blev behovet for nye helikoptere til Eskadrille 723 (daværende SHT), formuleret og fastholdt som en prioritet igennem forhandlingerne om implementeringsplanen.

## Dansk anskaffelse
Den 21. november 2012 meddelte Forsvarets Materieltjeneste, at Forsvaret anskaffer 9 stk. MH-60R Seahawk til afløsning for de aldrende Lynx-helikoptere. De første tre helikoptere blev modtaget i 2016, mens de resterende seks blev leveret i perioden frem til sommeren 2018. Anskaffelsen af de amerikanske helikoptere betød samtidig, at både helikopterdæk og hangar på de fire inspektionsskibe af Thetis-klassen blev ombygget for at de kan huse de langt større helikoptere.

## Produktion
Det samlede U.S. Navy Seahawk-program forventes, at være på 298 MH-60R og 271 MH-60S helikoptere. Ved indgangen til første kvartal 2012 var der leveret 123 R-helikoptere til U.S. Navy. Sikorsky Aircraft og Lockheed Martin har kontrakt på at levere 139 R-helikoptere frem til 2013, mens resten af de næsten 300 R-helikoptere forventes leveret inden udgangen af 2018 .